# Бартоловці
Бартоловці (хорв. Bartolovci) — населений пункт у Хорватії, у Бродсько-Посавській жупанії у складі громади Сибинь.

## Населення
Населення за даними перепису 2011 року становило 737 осіб.
Динаміка чисельності населення поселення:

## Клімат
Середня річна температура становить 10,99 °C, середня максимальна – 25,50 °C, а середня мінімальна – -6,05 °C. Середня річна кількість опадів – 789 мм.
| Клімат поселення                              | Клімат поселення | Клімат поселення | Клімат поселення | Клімат поселення | Клімат поселення | Клімат поселення | Клімат поселення | Клімат поселення | Клімат поселення | Клімат поселення | Клімат поселення | Клімат поселення | Клімат поселення |
| Показник                                      | Січ.             | Лют.             | Бер.             | Квіт.            | Трав.            | Черв.            | Лип.             | Серп.            | Вер.             | Жовт.            | Лист.            | Груд.            |                  |
| Середній максимум, °C                         | 6,10             | 8,15             | 12,69            | 17,21            | 22,36            | 25,50            | 25,29            | 24,46            | 20,44            | 15,18            | 9,41             | 5,35             |                  |
| Середня температура, °C                       | 0,02             | 2,07             | 6,62             | 11,14            | 16,28            | 19,42            | 21,32            | 20,49            | 16,46            | 11,20            | 5,44             | 1,36             |                  |
| Середній мінімум, °C                          | −6,05            | −4               | 0,53             | 5,06             | 10,22            | 13,34            | 17,34            | 16,51            | 12,49            | 7,22             | 1,46             | −2,61            |                  |
| Норма опадів, мм                              | 50               | 52               | 47               | 59               | 73               | 100              | 68               | 63               | 55               | 73               | 83               | 66               |                  |
| Середньомісячна швидкість вітру, м/с          | 1.79             | 2.06             | 2.36             | 2.29             | 2.06             | 1.90             | 1.86             | 1.71             | 1.66             | 1.70             | 1.78             | 1.86             |                  |
| Середньомісячна сонячна радіація, кДж/м²·день | 4318             | 6983             | 10913            | 15238            | 19152            | 21086            | 22148            | 20513            | 14939            | 9209             | 4858             | 3584             |                  |
| --------------------------------------------- | ---------------- | ---------------- | ---------------- | ---------------- | ---------------- | ---------------- | ---------------- | ---------------- | ---------------- | ---------------- | ---------------- | ---------------- | ---------------- |
| Джерело:                                      |                  |                  |                  |                  |                  |                  |                  |                  |                  |                  |                  |                  |                  |